# 볼리바르주 (콜롬비아)

볼리바르 주

볼리바르주(스페인어: Departamento de Bolívar)는 콜롬비아 북부에 위치한 주로 주도는 카르타헤나이며 면적은 25,978km2, 인구는 2,049,083명(2013년 기준), 인구 밀도는 79명/km2이다. 1857년 6월 15일에 신설되었으며 6개 현과 46개 지방 자치체를 관할한다. 북쪽으로는 카리브해와 아틀란티코 주, 북동쪽으로는 마그달레나 주, 동쪽으로는 세사르 주와 산탄데르 주, 남쪽으로는 안티오키아 주, 서쪽으로는 코르도바 주, 수크레 주와 접한다.

주기
주 문장

## 인구
| 연도    | 인구      | ±%     |
| ------- | --------- | ------ |
| 1938    | 763,782   | —      |
| 1951    | 924,082   | +21.0% |
| 1964    | 693,759   | −24.9% |
| 1973    | 817,838   | +17.9% |
| 1985    | 1,288,985 | +57.6% |
| 1993    | 1,702,188 | +32.1% |
| 2005    | 1,878,993 | +10.4% |
| 2018    | 2,070,110 | +10.2% |
| Source: |           |        |